# Costa Pereira
Alberto da Costa Pereira (Nacala, 22 de Dezembro de 1929 — Lisboa, 25 de Outubro de 1990) foi um guarda-redes de futebol português, considerado um dos melhores guarda-redes de sempre do Benfica.

## Carreira
Começou sua carreira no Ferroviário de Lourenço Marques, de Moçambique, mas mudou-se para Portugal em 1954/55, para se tornar no guarda-redes do Benfica nos 12 anos seguintes, até se retirar em 1966/67. Foi sete vezes campeão nacional, nas épocas de 1954/55, 1959/60, 1960/61, 1962/63, 1963/64, 1964/65 e 1966/67 e vencedor da Taça de Portugal, em 1955, 1957, 1959, 1962 e 1964. Ganhou duas vezes a Taça dos Campeões Europeus, em 1961 e 1962, jogando com outros lendários jogadores do futebol português, como José Águas, Germano, Mário Coluna e Eusébio (em 1962). Foi também o guarda-redes do Benfica, nas finais de 1963 e 1965.

## Seleção
Jogou 22 vezes pela Selecção Nacional de Portugal, desde a primeira vitória de seu país sobre a Inglaterra (3-1), no Porto, a 22 de Maio de 1955, ao seu último jogo, em Lisboa, a 24 de Janeiro de 1965, contra a Turquia (5 -1), no primeiro jogo das eliminatórias do Mundial de 1966. Contudo, não fez parte da lendária selecção portuguesa que alcançou o 3 º lugar na Mundial de 1966, na Inglaterra.

## Títulos
- Campeonato Português de Futebol (7) - 1954/55, 1959/60, 1960/61, 1962/63, 1963/64, 1964/65, 1966/67
- Taça de Portugal (5) - 1955, 1957, 1959, 1962, 1964
- Taça dos Campeões Europeus (2) - 1961, 1962